# Mai 1976

## Événements
- Chili : première opération Calle Conferencia : la direction du Parti communiste chilien est décapitée par la DINA.
- 2 mai (Formule 1) : Grand Prix automobile d'Espagne.
- 3 mai : mise en liquidation de la fabrique d'horlogerie LIP à Besançon
- 5 mai : naissance du Front de Libération National de la Corse (FLNC).
- 8 mai : grâce au soutien de la Syrie, Elias Sarkis est élu à la tête de l’État libanais.
- 10 mai : intervention syrienne au Liban.
- 11 mai : signature à Bruxelles d’un traité commercial et de coopération entre la CEE et Israël.
- 12 mai : finale de la Coupe des clubs champions européens à l'Hampden Park de Glasgow : les Verts victimes des légendaires poteaux carrés : AS Saint-Étienne 0-1 Bayern München.
- 13 mai :  Pol Pot est nommé Premier ministre du Kampuchéa démocratique.
- 13 mai : ouverture du 29e Festival international du film de Cannes. L'écrivain américain Tennessee Williams est Président du Jury de cette édition.
- 15 mai :
  - Établissement des relations diplomatiques entre l'Inde et le Pakistan.
  - L'Iran approuve un traité d'amitié avec l'Irak.
- 16 mai (Formule 1) : Grand Prix automobile de Belgique.
- 19 mai, France : création du loto.
- 21 mai, France : fondation du Centre des démocrates sociaux CDS.
- 24 mai : Jugement de Paris. Des vins californiens arrivent en tête lors d'une dégustation de grands crus.
- 28 mai : clôture du 29e Festival international du film de Cannes. La Palme d'Or revient à Taxi Driver de Martin Scorsese, avec Robert De Niro dans le rôle principal.
- 28 mai (Rallye automobile) : arrivée du Rallye de l'Acropole.
- 30 mai (Formule 1) : Grand Prix automobile de Monaco.
- 31 mai : 6000 soldats syriens entrent au Liban, précédant 6000 autres et combattent difficilement les forces palestino-progressistes.

## Naissances
- 3 mai : Alexander Gerst, spationaute allemand.
- 5 mai : Sage Stallone, acteur, producteur et scénariste américain († 13 juillet 2012).
- 6 mai : Itamar Ben-Gvir, homme politique et avocat Israëlien, Ministre de la Sécurité nationale d’Israël.
- 7 mai : 
  - Sophie Thalmann, animatrice et mannequin française.
  - Chrysoula Zacharopoulou, gynécologue et femme politique franco-grecque.
- 14 mai : Hunter Burgan, bassiste américain, membre du groupe AFI.
- 15 mai : Anže Logar, homme politique slovène.
- 16 mai : Alex Jensen, joueur et entraîneur de basket-ball américain.
- 18 mai : Pepijn Gunneweg, acteur, doubleur et présentateur néerlandais.
- 21 mai : 
  - Mellissa Dunn, joueuse de basket-ball australienne.
  - Sonia Backès, femme politique française.
- 24 mai : Mokobé, rappeur, membre du groupe 113 et du Collectif Mafia K'1 Fry.
- 25 mai : 
  - Sandra Nasic, chanteuse allemande du groupe Guano Apes.
  - Cillian Murphy, acteur irlandais.
- 29 mai : Gemma Galdon Clavell, spécialiste espagnole d'éthique et de redevabilité des algorithmes.
- 30 mai :
  - Omri Katz, acteur américain.
  - Radoslav Nesterović, basketteur slovène.

## Décès
- 9 mai : Ulrike Meinhof, cofondatrice de la Bande à Baader.
- 11 mai : Alvar Aalto, architecte et designer finlandais (° 3 février 1898).
- 26 mai : Martin Heidegger, philosophe allemand.
- 31 mai : Ivan Maksimenko, botaniste soviétique (° 23 février 1907).